# Шрёдер-Девриент, Вильгельмина
Вильгельмина Генриетта Фредерика Мария Шрёдер-Девриент (нем. Wilhelmine Henriette Friederike Marie Schröder-Devrient geb. Schröder; 1804—1860) — немецкая актриса и оперная певица; сопрано.

## Биография
Вильгельмина Шрёдер родилась 6 декабря 1804 года в Гамбурге, в семье баритона Эрнста Фридриха Людвига Шрёдера и знаменитой немецкой актрисы Антуанетты Софии Луизы Шредер.
С детства выступала на сцене, сначала в детских ролях, а затем — до семнадцати лет — в качестве драматической актрисы.
Начала учиться вокалу у Джузеппе Моцатти в Вене, где её мать имела ангажемент в придворном театре, затем занималась под руководством Джулио Радикки. В 1821 году Шрёдер дебютировала в Вене в качестве певицы (в партии Памины в «Волшебной флейте»), затем гастролировала в Праге и Дрездене и почти сразу стала одной из известнейших певиц Европы, когда в 1822 году исполнила партию Леоноры в опере Людвига ван Бетховена «Фиделио».

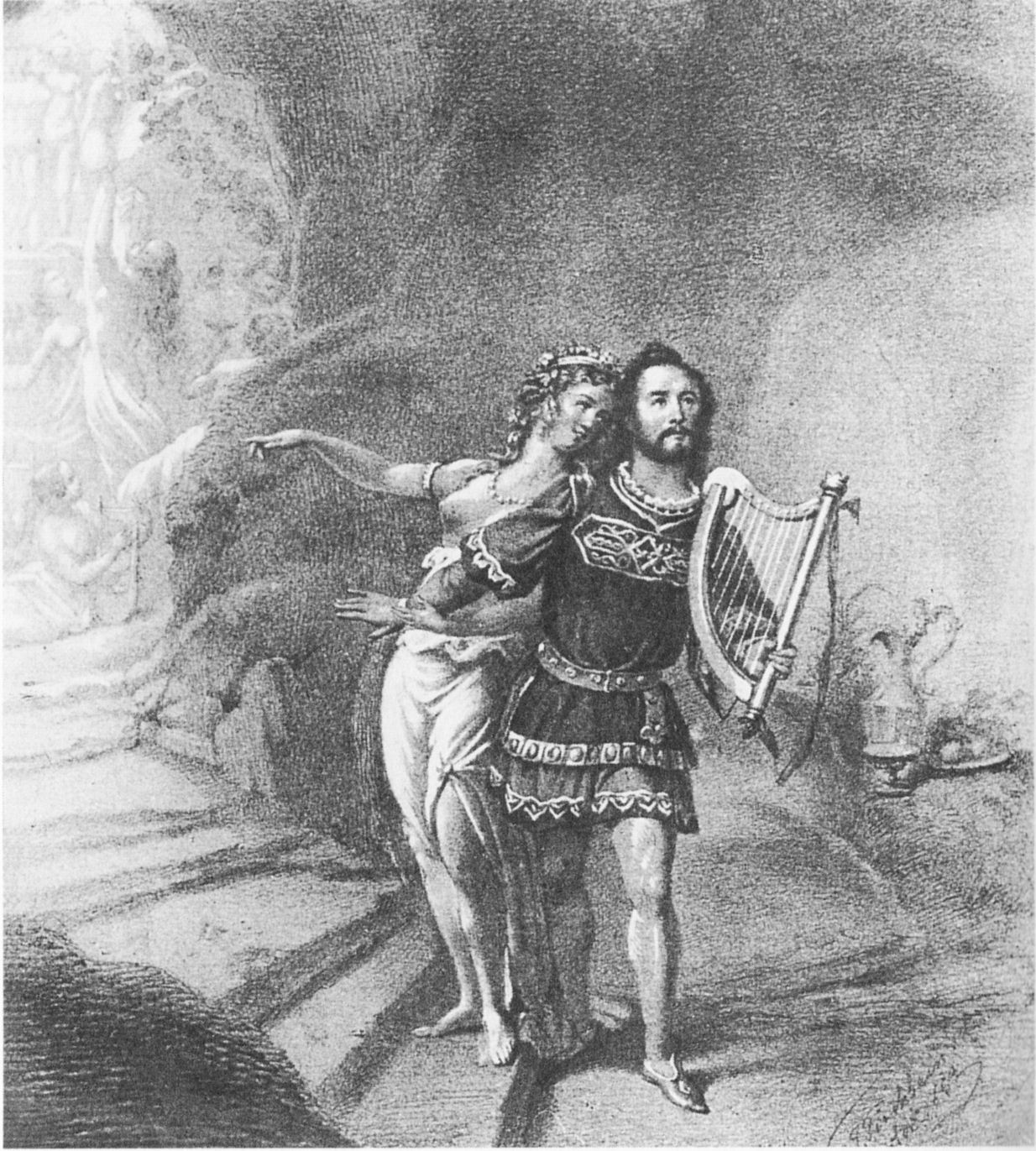
В. Шрёдер-Девриент в опере Рихарда Вагнера «

В 1823 году она отправилась в Дрезден, где совершенствовала своё мастерство под руководством Иоганна Алоиза Микша, а затем пела в Дрезденской опере до 1847 года, когда совсем покинула сцену. Была первой исполнительницей главных партий в операх Р. Вагнера «Риенци» (1842), «Летучий голландец» (1843), «Тангейзер» (1845; все под управлением автора).
Среди лучших её партий – помимо Элеоноры («Фиделио» Л. ван Бетховена) — были: Агата, Эврианта («Вольный стрелок», «Эврианта» К. М. фон Вебера), Донна Анна («Дон Жуан» В. А. Моцарта), Дездемона («Отелло» Дж. Россини), Норма («Норма» В. Беллини). она блистала на сценах Парижа (1830, 1832), Берлина (1831), Лондона (1832), Копенгагена и Петербурга.
Пение Шрёдер-Девриент было не безупречно, но её голос отличался большой выразительностью и силой; за эмоциональную манеру пения её прозвали «королевой слёз».
Увидев игру молодой актрисы Феличиты фон Вестфали, она была так тронута, что решила взять её под своё крыло и стала её наставницей с совершенствовании актёрского мастерства.
Во время революции, за участие в майском восстании 1849 года она была выслана властями из города Дрездена; русское правительство также запретило ей въезд в Российскую империю; впрочем запрет этот был снят в 1850 году, когда вышла замуж за уроженца Лифляндии и она довольно успешно пела в Санкт-Петербурге.

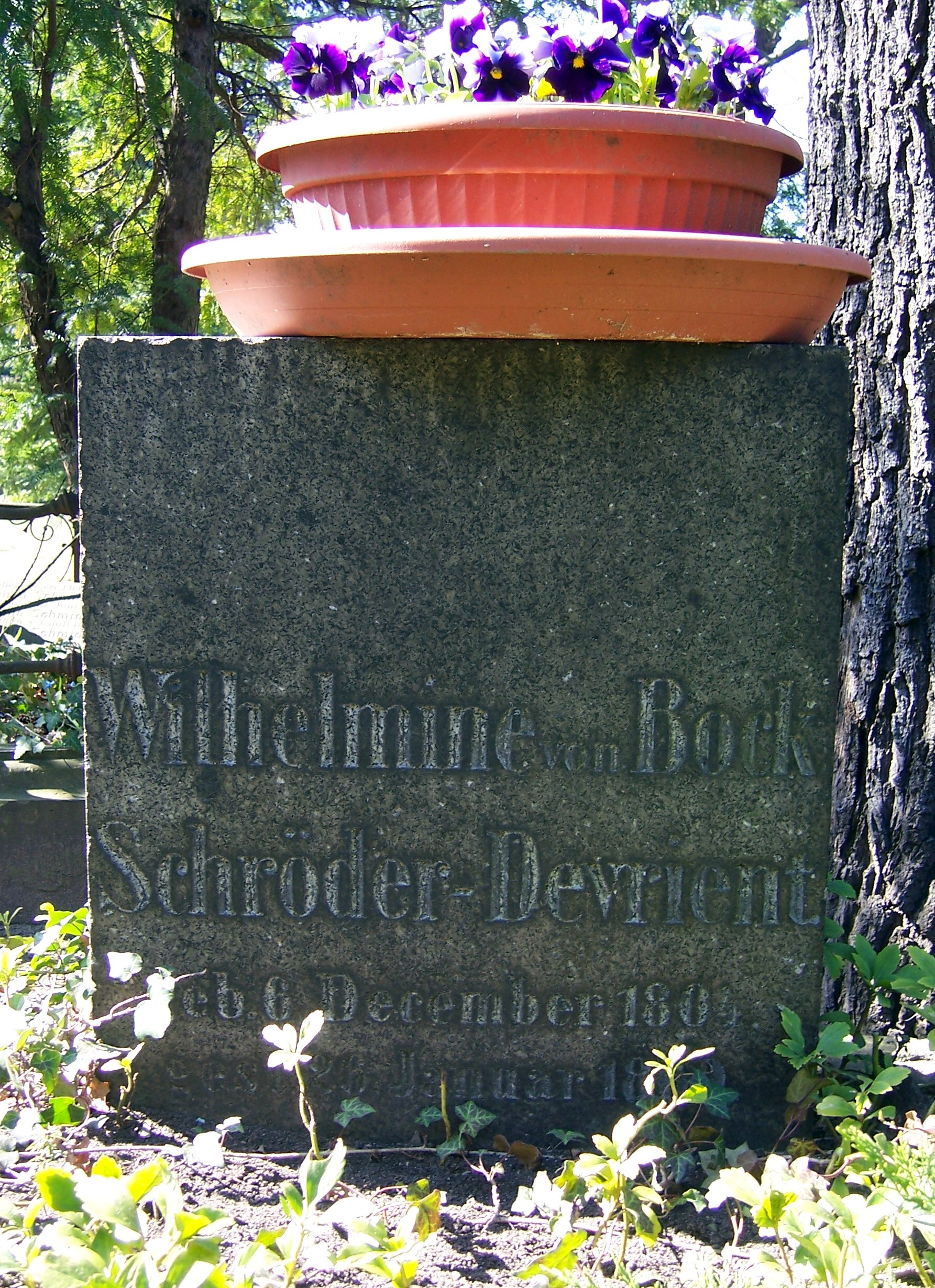
Могила В. Шрёдер-Девриент

В 1859 году тяжело заболела и её сестра Августа Шлёнбах в Кобурге заботливо ухаживала за больной до самой её смерти 26 января 1860 года. Похоронена в Дрездене на Троицком лютеранском кладбище.

## Семья
Ещё в 1823 году Вильгельмина Шрёдер вышла замуж за актера Карла Августа Девриента, однако брак этот был расторгнут уже в 1828 году. Позднее она была ещё два раза замужем: 29 августа 1847 года стала женой саксонского офицера Давида Оскара фон Дёринга (нем. David Oskar von Döring), в связи с чем была вынуждена покинуть сцену, поскольку офицерская жена не могла выступать в театре. Уже в конце 1848 года последовал развод.
В Готе 14 марта 1850 года она вступила в брак с лифляндским бароном Генрихом Августом фон Боком, который был младше её на 14 лет, за которым последовала на его родину. Уже в 1852 году она вернулась с ним в Германию и жила попеременно в Берлине и Дрездене.